# Werner Raffetseder

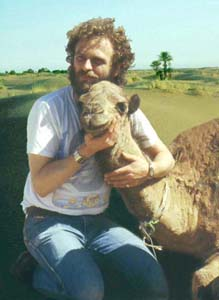
Werner Raffetseder mit Kamel

Werner Raffetseder (* 12. September 1955) ist ein österreichischer Abenteurer und Weltreisender. Er lebt als freischaffender Autor, Fotograf und Multimediakünstler in Wien.

## Leben
Werner Raffetseder besuchte das Gymnasium in Wels und studierte Bauingenieurwesen an der TU Wien sowie Dolmetsch (romanische Sprachen), orientalische Philologie (Arabisch, Persisch) und Ethnologie (heute: Kultur- und Sozialanthropologie) an der Universität Wien. Schon als Student unternahm er ausgedehnte Forschungsreisen, die er in Vorträgen zusammenfasste und in Medien kommentierte. Nach dem Abschluss seines Technikstudiums als Diplomingenieur folgten ab 1983 Sprachstudien in Kairo und Khartum mit ersten Essays und Fotoreportagen. Anschließend war er drei Jahre als Bauleiter im Brücken- und Tunnelbau tätig, wandte sich jedoch 1989 wieder der Erforschung kultureller Phänomene zu. Seither arbeitet er an eigenen Projekten und veröffentlicht vorwiegend in Printmedien.
Mediales Aufsehen erregten Raffetseders Fotos von den Müllmenschen in Manila: „Sie sinken tief ins Herz“, schrieb Günther Nenning zur Eröffnung der Ausstellungsreihe Smokey Mountain – Leben im Müll, die 1992 in Wien startete. Im Jahr der europäischen Sonnenfinsternis 1999 wurde Raffetseder auch als Eklipsenexperte bekannt: Seine im Verlauf von zwei Jahrzehnten weltweit gesammelten Erfahrungen mit dem Naturschauspiel Sonnenfinsternis machten ihn in deutschsprachigen Radio- und TV-Sendungen zu einem häufigen Gast. Seit 2000 leitet er die internationale Kunst- und Medieninitiative United Festivals zum Schutz des immateriellen Kulturerbes.

## Reisen
- 1974–75: Nordafrika – Naher Osten: Marokko – Algerien – Tunesien – Libyen – Ägypten – Jordanien – Syrien – Libanon – Türkei
- 1976:      Mittlerer Osten – Südasien: Türkei – Iran – Afghanistan – Pakistan – Indien – Nepal
- 1977–78: Zentralamerika – Südamerika: Mexiko – Belize – Guatemala – El Salvador – Honduras – Nicaragua – Costa Rica – Panama – Kolumbien – Ecuador – Peru
- 1979–80: Südasien – Südostasien: Indien – Myanmar – Thailand – Malaysia – Singapur – Indonesien
- 1983–85: Naher Osten – Ostafrika: Türkei – Syrien – Jordanien – Ägypten – Sudan – Uganda – Ruanda – Burundi – Tansania – Kenia
- 1988–89: Ferner Osten – Sibirien: Malaysia – Singapur – Borneo – Philippinen – Hongkong – Macao – Volksrepublik China – Sowjetunion (Transsibirische Eisenbahn)
- seit 1990: Fotoprojekte und Recherchen in rund 100 Staaten

## Projekte (Auswahl)

### Leben im Müll
Mit dem Projekt Leben im Müll beleuchtete Raffetseder die Themenkreise Umwelt und Dritte Welt. Während die Ausstellungen und der Bildband Leben im Müll die menschliche Existenz in einer menschenfeindlichen Umgebung thematisierten, zeigten die Radio- und Multimedia-Produktionen politische Hintergründe auf. Das gleichnamige humanitäre Projekt unterstützte die medizinische Versorgung der Müllsammler vom Smokey Mountain in Manila bis zu ihrer Vertreibung (siehe auch Abschnitt Multimediaproduktionen).

### Total Eclipse
Am 16. Februar 1980 wurde Raffetseder in Pagan, Myanmar erstmals Zeuge einer Sonnenfinsternis. Im Juli 1991 dokumentierte er in Mexiko eine der längsten totalen Sonnenfinsternisse des 20. Jahrhunderts, bei der mittags fast sieben Minuten lang Planeten und Sterne zu sehen waren. Bis zur Eklipse im Februar 1998, die er in Aruba festhielt, sammelte er Erfahrungen und astronomisches Wissen. Im darauf folgenden August schrieb er erstmals über die bevorstehende europäische Finsternis und lieferte detaillierte Prognosen. Das Sachbuch Sonnenfinsternis – Das Mysterium der reisenden Nacht und die Multimedia-Präsentation Total Eclipse im Deutschen Museum München sicherten Raffetseder ab Mai 1999 auch die Aufmerksamkeit der deutschen Medien. Die Sondersendung des ZDF-Mittagsmagazins zur Sonnenfinsternis, die er als Studiogast kommentierte, verfolgten bundesweit 4,85 Mio. Zuschauer.

### Festival de la Concorde
Zur ‚europäischen Sonnenfinsternis‘ projektierte Raffetseder einen Concorde-Überschallflug im Kernschatten des Mondes. Beobachter auf der Erde konnten am 11. August 1999 mit maximal zwei Minuten und 23 Sekunden totaler Sonnenfinsternis rechnen. Ein Mach-2-Überschallflug über Österreich, Ungarn, Rumänien und Bulgarien, wo die Geschwindigkeit des ostwärts rasenden Mondschattens auf ein Minimum fiel, garantierte dagegen die zehnfache Beobachtungsdauer. Sondergenehmigungen für die gesetzeskonforme Durchführung dieses Vorhabens (Überschallknall) erwirkte Raffetseder mit Unterstützung der österreichischen und ungarischen Regierungen sowie der Verkehrsminister Rumäniens und Bulgariens. Letztendlich erfolgte der Concorde-Flug jedoch über dem Atlantik, wo sich eine kürzere Flugdauer im Mondschatten ergab (siehe auch Concorde – Rekorde).

### United Festivals
Die internationale Kunst- und Medieninitiative United Festivals setzt sich für die Bewahrung des immateriellen Kulturerbes ein. Der von Generation zu Generation überlieferte Kulturschatz der Menschheit tritt in Feiern und Festen lebendig zutage, ist jedoch vielerorts in Gefahr. 1980 begann Werner Raffetseder daher, dieses Kulturgut weltweit zu dokumentieren und legte den Grundstein für dieses Projekt, dem er sich seit 2000 vorrangig widmet.

Ein zentrales Archiv (Foto, Film, Ton, Fakten, Mythen…), gezielte Publikationen und künstlerische Aktionen – auch an den Schauplätzen großer Feste – sollen die Bedeutung des immateriellen Kulturerbes hervorheben und beitragen, die Vielfalt zu erhalten. Zurzeit leitet Raffetseder die weltweite Dokumentationstätigkeit im Sinne der Artikel 1 und 14 der UNESCO-Konvention zur Bewahrung des immateriellen Kulturerbes, Paris 2003.

## Werke (Auswahl)

### Multimedia-Produktionen

#### Asien-Trilogie
In den 1990er-Jahren schuf Werner Raffetseder eine Multimedia-Trilogie über Asien. Die Natur, der Mensch und die geheimnisvollen Phänomene seiner Kulturen (Magie, Trance, Kopfjägerei etc.) stehen im Mittelpunkt dieses Werkes, das den Kontinent vom Hindukusch bis zum Pazifischen Ozean beleuchtet:
- Faszination Fernost[22]
- Geheimnisvolles Asien[23]
- Asia Mystica[24]vergrößern und Informationen zum Bild anzeigenDoubleyou RA (WRA) - Triptychon Chinesisch Neujahr.
Chinesische Straßenoper (Singapur), Neujahrsraketen über Kek Lok Si (Georgetown, Malaysia), Chingay Parade (Singapur).

#### „Ich lebte bei den Müllmenschen“

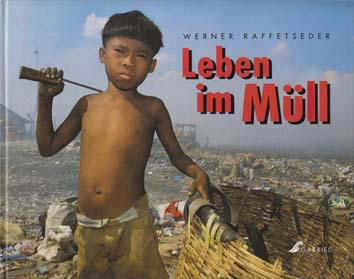
WRA – Leben im Müll

Acht Monate verbrachte Werner Raffetseder auf dem Smokey Mountain, dem Müllberg in der Bucht von Manila. Auf der 80 Meter hohen, rauchenden Deponie stand eine Stadt aus Pappe und Wellblech, in der 30.000 Basureros (‚Müllmenschen‘) eine Zuflucht fanden. Für die Ausgestoßenen, obdachlose Städter und gestrandete Zuwanderer, bot der Müll der Metropole eine Überlebenschance. Doch ihr Anspruch auf Existenzsicherung durch den Verkauf wiederverwertbarer Rohstoffe stieß nach Jahrzehnten behördlicher Duldung auf den Widerstand einer mächtigen Lobby aus Staat und Kirche, die mit einem Bauprojekt Gewinne in Milliardenhöhe erzielen wollte. 1995–96 wurde der Smokey Mountain gewaltsam geräumt und planiert; die Vertriebenen endeten in Massenlagern oder tauchten in neuen Müllkommunen unter. Raffetseders Werk zeichnet den Überlebenskampf der Basureros nach und zeigt als Kontrast das Manila der Millionäre. In Gesprächen mit Imelda Marcos, Corazón Aquino, Erzbischof Jaime Kardinal Sin und den Müllsammlern deckt er Machenschaften auf, die mehrere Todesopfer forderten.

### Essays, Features, Reportagen
Essays und Print-Reportagen von WRA sind in Wien, München, Hamburg, Berlin, London und weltweit im Agenturvertrieb erschienen, Features und Dokumentarbeiträge im ORF Wien.
- Blut und Tränen (Sudan), Die Frauenbeschneidung in Ostafrika, 1984
- Kein Grund zur guten Hoffnung, Apartheid in Südafrika, 1984
- Die Genußschein-Moschee (Marokko), König Hassan errichtet sein Denkmal, 1989
- Zug Nr. 19: Trans-Taiga-Express, Peking – Moskau in der Transsib, Juli 1989
- Vom Straßenjungen zum Drogenboss (Kolumbien), Das Medellín-Kartell, 1990
- Sozialismus oder Tod (Kuba), Das Phänomen Fidel Castro, 1990
- Das Leid der Kinder von Tschernobyl, 5 Jahre nach dem Gau, 1991
- High Noon in Tombstone (Arizona, USA), Ein amerikanischer Mythos, 1992
- Foltern, die glückselig machen, Trance und Schmerzen als Wege zu Gott, 1993
- Die Last der Schönheit (Myanmar), Die 'Langhalsfrauen' der Padaung, 1993
- Der Waldmensch (Malaysia), Orang-Utans auf Borneo, 1993
- Die Pilze aus der Hexenküche (Philippinen), Selbstversuch mit halluzinogenen Pilzen 1994
- Checkpoint am Tortillavorhang (USA – Mexiko), Amerikas Eiserner Vorhang, 1994
- Rendezvous mit der Urzeit (Ecuador), Galápagos – auf Darwins Spuren, 1996
- Schutt und Asche (Philippinen), Der Pinatubo-Ausbruch und seine Folgen, 1996
- Die Gärten des Todes, Friedhöfe und der Kult mit dem Tod, 1996
- Im Schoß der Erde (Malaysia), Goldrausch in Lubuk Mandi, 1997
- Ich bin der Erbe des Inka-Reichs (Peru), Don Alfredo Inka Roca, 1997
- Virgin Islands (Karibik), Ankerplatz der Milliardäre, 1997
- In Gandhi's Footsteps (Indien), Die Enkelin des Mahatma, London 1998
- Imelda and the Cash (Philippinen), Imelda Marcos auf dem Prüfstein, London 1998
- Marketplace of Desire (Atlasgebirge, Marokko), Der letzte Heiratsmarkt, London 1999
- Jim Red Cloud Goes Fancy Dancing (USA), Das Intertribal Indian Ceremonial, London 2000
- Glück mit Sakura (Japan), Das Kirschblütenfest, 2001
- Der Zug der Krieger (Swasiland), König Mswati und das Incwala-Ritual, 2001

### Bücher

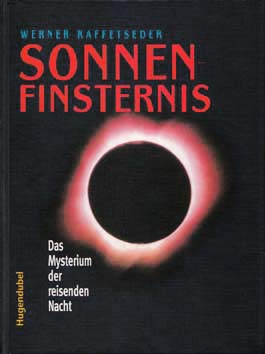
WRA – Sonnenfinsternis

- Leben im Müll, Bildband mit Text (Vorworte von Franz Kardinal König, Wien und Jaime Kardinal Sin, Manila), Mödling 1994, ISBN 3-85264-455-0
- Sonnenfinsternis – Das Mysterium der reisenden Nacht, Sachbuch, München 1999, ISBN 3-89631-302-9, dazu:
- Sonnenfinsternis, Medienkombination mit CD-Rom, München 1999, ISBN 3-89631-303-7 und
- Sonnenfinsternis, Lizenzausgabe 1999 im Bertelsmann Club.

## Aufführungen, Ausstellungen, Präsentationen (Auswahl)
- 1992: Universität Wien, Smokey Mountain
- 1993: Universität und TU Wien, Faszination Fernost
- 1993: Universität und TU Wien, Geheimnisvolles Asien
- 1995: Stift Seitenstetten, Smokey Mountain
- 1995: Palmenhaus Gmünd: Faszination Fernost
- 1996: Palmenhaus Gmünd: Geheimnisvolles Asien
- 1997: ÖGB-Zentrale Wien, Leben im Müll
- 1997: Sozialakademie Mödling, Leben im Müll
- 1998: Presseclub Concordia Wien, Schlagt mich ans Kreuz! (Karfreitagsrituale)
- 1998: Universität Wien, Asia Mystica
- 1999: Vienna Marriott Hotel Wien, Asia Mystica
- 1999: Deutsches Museum München, Total Eclipse
- 1999: Technisches Museum Wien, Total Eclipse
- 2002: Imilchil, Marokko, United Festivals Presente „Le Moussem d'Imilchil“
- 2008: Ban Nai Soi, Thailand, United Festivals Presents „Padaung Songkran“
- 2008: Royal Residence, Ludzidzini, Swasiland, United Festivals Presents „Incwala“
- 2009: Galerie Time, Wien: Werner Raffetseder präsentiert „United Festivals“

## Auszeichnung
- 1994 Theodor-Körner-Preis für Bildende Kunst